# Yhden Enkelin Unelma
"Yhden Enkelin Unelma" foi o primeiro trabalho solo da cantora finlandesa Tarja Turunen, um projeto natalino lançado enquanto ela ainda era vocalista da banda finlandesa Nightwish. O projeto foi lançado também como EP em edição limitada.
Logo após seu lançamento, o single alcançou várias vezes o primeiro lugar nas paradas finlandesas em 2004 e 2005, além de render uma turnê européia passando pela Finlândia, Alemanha, Espanha e Romênia. Yhden Enkelin Unelma já alcançou disco de platina na Finlândia e antecede o lançamento do álbum, também natalino, Henkäys Ikuisuudesta. O single é completamente em língua finlandesa.
Logo no seu lançamento, o single estreou em 2.º lugar e depois passou três semanas em 1.º lugar antes do fim de 2004, iniciando o natal de 2005 em 4.º lugar e depois chegou ao topo novamente, totalizando dez semanas no Top 40 finlandês. Hoje em dia o single já tem Disco de Ouro na Finlândia com mais de 7 mil cópias vendidas.

## Faixas

### Edição padrão
| #  | Título                              | Compositores                 | Duração |
| -- | ----------------------------------- | ---------------------------- | ------- |
| 1. | "En Etsi Valtaa Loistoa"            | Jean Sibelius/Z. Topelius    | 3:30    |
| 2. | "Kun Joulu On"                      | Otto Kotilainen/Alpo Noponen | 3:36    |
| 3. | "En Etsi Valtaa Loistoa (acústico)" | Jean Sibelius/Z. Topelius    | 3:32    |
| 4. | "Kun Joulu On (acústico)"           | Otto Kotilainen/Alpo Noponen | 3:31    |

| - En Etsi Valtaa, Loistoa - Kun Joulu On | - En Etsi Valtaa, Loistoa (acústico) - Kun Joulu On (acústico) |

## Créditos
| - Tarja Turunen – Vocal principal - Heikki Pohto - Flauta - Esa Nieminen - teclado e Piano - Juha Lanu - Guitarra - Heikki Hämäläinen, Outi Iljin, Veli-Matti Iljin e Seppo Rautasuo – Quarteto de cordas | - Esa Nieminen – Produção e arranhos - Tarja Turunen e Sirja Tiilikainen – Co-produção - Jetro Vainio – Programação, mixagem e arranjos - Mika Jussila – Masterização - Toni Härkönen – Fotografias |